# Боречек (Нижньосілезьке воєводство)
Боречек (пол. Boreczek, нім. Wäldchen) — село в Польщі, у гміні Борув Стшелінського повіту Нижньосілезького воєводства.
Населення — 209 осіб (2011).
У 1975-1998 роках село належало до Вроцлавського воєводства.

## Демографія
Демографічна структура станом на 31 березня 2011 року:
|          | Загалом | Допрацездатний вік | Працездатний вік | Постпрацездатний вік |
| -------- | ------- | ------------------ | ---------------- | -------------------- |
| Чоловіки | 105     | 16                 | 82               | 7                    |
| Жінки    | 104     | 24                 | 58               | 22                   |
| Разом    | 209     | 40                 | 140              | 29                   |